# Lengröden
Lengröden is een dorp in de Duitse gemeente Krauthausen in het Wartburgkreis in Thüringen. Het dorp wordt voor het eerst genoemd in een oorkonde uit 1461. Oorsprong van het dorp was een riddergoed, waarvan het hof bewaard is gebleven.